# Miguel Otero Silva (paroisse civile)
Miguel Otero Silva est l'une des deux paroisses civiles de la municipalité de Simón Rodríguez dans l'État d'Anzoátegui au Venezuela. Sa capitale est El Tigre, chef-lieu de la municipalité.

## Géographie

### Démographie
Hormis sa capitale El Tigre dont elle abrite les quartiers centraux et sud, la paroisse civile possède plusieurs localités, dont :
- Quartiers centraux et sud d'El Tigre :
  - Sector Casco Viejo (« centre historique »)
  - Sector Jose Antonio Anzoátegui
  - Sector La Esperanza
  - Sector Las Delicias
  - Sector Los Rosales
  - Sector Los Sabanales
  - Sector Oficino Uno
  - Sector Pueblo Nuevo Sur
  - Sector San Remo
  - Sector San Valentín Sur
  - Sector Valle de Guanipa
  - Sector Virgen de Coromoto
  - Sector Vista Hermosa
- El Caris
- La Aventazón
- La Llovizna
- Las Piedras
- Los Caños